# حاجی‌آباد (القورات)
حاجی‌آباد روستایی است در دهستان القورات از توابع بخش مرکزی شهرستان بیرجند، واقع در استان خراسان جنوبی که بر پایه سرشماری عمومی نفوس و مسکن در سال ۱۳۹۵ جمعیت این روستا ۱۰۹ نفر (در ۳۸ خانوار) بوده‌است.